# 1965 en basket-ball

Chronologie du basket-ball
1964 en basket-ball - 1965 en basket-ball - 1966 en basket-ball
Les faits marquants de l'année 1965 en basket-ball

## Récapitulatifs des principaux vainqueurs de compétitions 1964-1965

### Masculins
| Europe - Coupe des clubs champions : Real Madrid - Espagne : Real Madrid - France : AS Denain Voltaire - Grèce : AEK Athènes - Italie : Olimpia Milan | Amériques - National Basketball Association : Boston Celtics | Afrique, Asie, Océanie |

### Féminines
| Europe - Coupe des clubs champions : Daugawa Rīga. - Espagne : CREFF Madrid. - France : Paris UC. - Grèce : non disputé (création en 1968). - Italie : ASD Vicenza. | Amériques | Afrique, Asie, Océanie |

## Décès
- 17 mars : Amos Alonzo Stagg, entraîneur américain.